# Love Is a Many-Splintered Thing
"Love is a Many-Splintered Thing" é o décimo segundo episódio da vigésima quarta temporada de The Simpsons. Sua emissão ocorreu em 10 de fevereiro de 2013 nos Estados Unidos. Dan Castellaneta também dá voz ao ator
Woody Allen nesse episódio.

## Enredo
Mary Spuckler retorna a Springfield, mas Bart não dá a devida atenção a ela.

## Recepção
Robert David Sullivan, do The A.V. Club, deu ao episódio um D+.

### Audiência
Em sua exibição original, o episódio foi assistido por 4.19 milhões de espectadores, tornando-se o segundo show mais assistido da FOX naquela noite, atrás apenas de Family Guy.